# James William Thirtle
James William Thirtle (1854   - Stratford, London, ngày 05 tháng 12,1934), LLD, DD, Thành viên Hội Asiatic Society Hoàng gia, là biên tập viên của tờ báo The Christian, 1887-1934.
Cha của JW Thirtle đã được chuyển đổi sang đức tin Christadelphian trong khi Thirtle còn là một đứa trẻ, và chính Thirtle đã được rửa tội vào năm 1875.  Năm 1881, ông đã xuất bản trên tạp chí The Christadelphian để bảo vệ hai trong số các tác phẩm sau này của John Thomas, Eureka và Phanerosis.
Năm 1887 hoặc 1888, Thirtle trở thành biên tập viên của tạp chí The Christian.
Năm 1904, ông nhận bằng danh dự của Thạc sĩ Nghệ thuật và Thần học từ Đại học Westminster ở Missouri.  Cũng trong năm 1904, ông đã xuất bản tác phẩm mà ông chủ yếu nhớ đến, liên quan đến các tiêu đề của các Thánh vịnh.  Nghiên cứu của ông trong công trình này đã được chứng thực vào năm 1908 bởi đồng nghiệp cao cấp của ông, EW Bullinger.
Năm 1904, Thirtle quảng cáo để bán trong The Christian thư viện cá nhân của Charles Spurgeon quá cố, bao gồm 12.000 tập.  Năm 1905, trong khi Đại hội Thế giới Baptist đang được tổ chức tại London, Thirtle đã sắp xếp việc bán lõi của thư viện, khoảng 7.000 cuốn sách, cho Đại học William Jewell ở Liberty, Missouri.

## Tác phẩm
- 1904 Titles of the Psalms
- 1907 Old Testament Problems
- ND In the Name: The Warrant of Prayer (London: Alfred Holness, ND)
- 1915 The Lord's Prayer: An Interpretation Critical and Expository (London: Morgan and Scott, 1915)[6]

Bài viết chọn lọc:
- 1910 "A Sabbatarian Pioneer — Dr. Peter Chamberlen", Transactions of the Baptist Historical Society, 1910.